# Antonio Meier
Enrique Antonio Meier Cresci (Lima, 28 de diciembre de 1939) es un economista, empresario y político peruano. Fue alcalde del distrito de San Isidro. Es padre del actor peruano Christian Meier.

## Biografía
Nacido en el distrito de San Isidro, el 28 de diciembre de 1939. Es hijo de Carlos Dietrich Meier Ramírez natural de Arequipa, de ascendencia alemana y española, y Elisa Cresci Marguet, de orígenes italianos y franceses.
Hizo sus estudios escolares primarios en el Colegio Pestalozzi y los secundarios en el Colegio Maristas de San Isidro. Hizo estudios en Ciencias Económicas y Comerciales en la Pontificia Universidad Católica del Perú. 
Meier es esposo de la ex-Miss Universo 1957, Gladys Zender desde 1965, y padre de cuatro hijos: Sibylle (n. 1966), Karina (n. 1968), Antonio (n. 1969) y del actor Christian Meier (n. 1970).
Se ha desempeñado como ejecutivo por más de 40 años, asumiendo cargos ejecutivos y directivos en empresas públicas y privadas. 
Fue director de Essalud (1996-2001), Gerente General de la Asociación Automotriz del Perú y Presidente de la Comisión Liquidadora del Fondo Nacional de Propiedad Social (FONAPS) en Liquidación.

## Ámbito político
Antonio Meier se inició en la política como candidato a regidor de la Municipalidad de Lima por el movimiento fujimorista Vamos Vecino que tenía como candidato municipal al exministro Juan Carlos Hurtado Miller, sin embargo, no resultó elegido.

### Alcalde de San Isidro
Para las elecciones municipales del 2006, Meier decidió postular al alcaldía del distrito de San Isidro por el partido Renovación Nacional. Inicialmente con poca aceptación, pero gracias a la polémica participación de su hijo el actor Christian Meier en su campaña, logró ganar con gran margen las elecciones municipales del distrito, superando a Jorge Salmón Jordán, quien buscaba la reelección.
Durante su gestión, se recuperó más de 3,900 m2 de área verde en el bosque El Olivar y varios mejoramientos para la comuna de San Isidro.
En las elecciones municipales del 2014, decidió postular nuevamente a la alcaldía del San Isidro como miembro del partido Restauración Nacional. Sin embargo, no resultó elegido tras quedar en cuarto lugar de las preferencias.